# بلوار جمهوری اسلامی (شیراز)
بلوار جمهوری اسلامی یکی از معابر اصلی شیراز است که در شرق از میدان ابوالکلام آزاد آغاز شده و در نهایت به میدان ارم می‌رسد. این بلوار در منطقه ۱ شهرداری شیراز واقع شده‌است.
در این بلوار مراکز و کسب و کارهای فراوانی وجود دارد. مدیریت دانشگاه شیراز و صداوسیمای مرکز فارس نیز در این بلوار واقع شده‌است.

## مسیر
| از شرق به غرب        | از شرق به غرب                                       | از شرق به غرب |
| -------------------- | --------------------------------------------------- | ------------- |
| میدان ابوالکلام آزاد | بلوار آیت‌الله ربانی شمالی بلوار آیت‌الله ربانی جنوبی |               |
|                      | خیابان شهید سرپرست                                  |               |
|                      | خیابان شهید حق‌نگه‌دار                                |               |
|                      | خیابان ابریشمی                                      |               |
|                      | خیابان کوهستان                                      |               |
|                      | خیابان سنبل                                         |               |
|                      | خیابان کوهسار                                       |               |
|                      | خیابان نارون                                        |               |
| میدان جام جم         | خیابان جهاد سازندگی                                 |               |
|                      | بزرگراه کوهسار                                      |               |
| میدان ارم            | بلوار ارم بلوار دانشجو بلوار دانشگاه                |               |
| از غرب به شرق        |                                                     |               |

## ترابری

### اتوبوسرانی
- خط ۱۸
- خط ۷۴
- خط ۹۰[۵]